# 미 박소

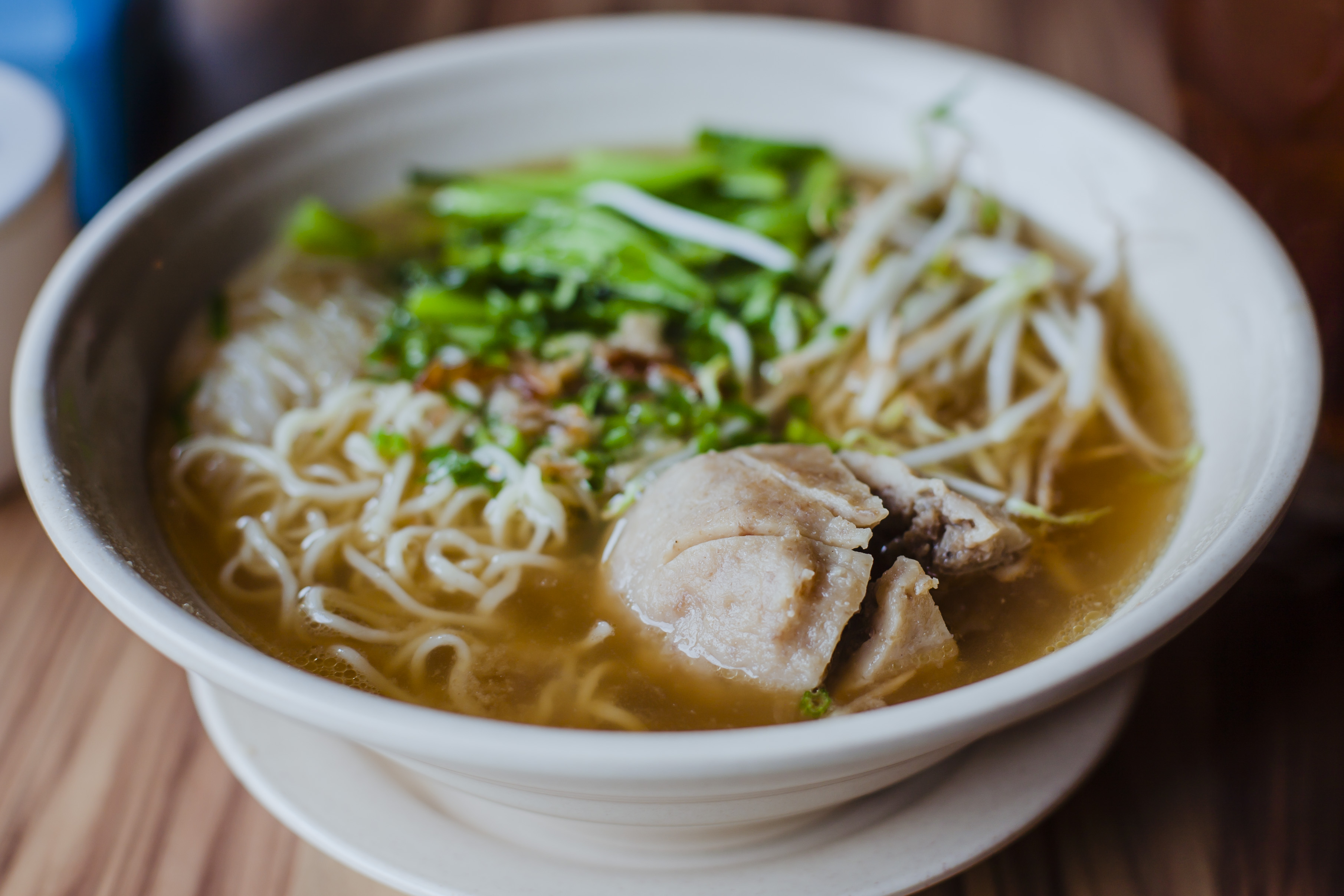

미 박소(Mee Bakso)는 동남아 음식이다.
미 소토와 비슷하나, 닭고기 대신 박소(고기완자)를 사용한 것이 다른 점이다.
말레이인도네시아어로 미는 면(스파게티,spaghetti)과 같은 밀가루, 소금 및 달걀의 혼합물을 뜻하며, 취향에 따라 쌀이나 베르미첼리(vermicelli) 쌀을 이용하여 만들 수도 있다.
면과 밥, 땅콩, 콩(beansprout)과 박소를 세트로 함께 먹는 음식이다.

## 같이 보기
- 소토 미
- 사테
- 나시 고렝